# ماساهيتو أونودا
ماساهيتو أونودا (باليابانية: 小野田 将人) (مواليد 4 مايو 1996) هو لاعب كرة قدم ياباني.

## وصلات خارجية
- ماساهيتو أونودا على موقع رابطة كرة القدم اليابانية للمحترفين (اليابانية)
- ماساهيتو أونودا على موقع قاعدة بيانات كرة القدم.إي يو (الإنجليزية)
- ماساهيتو أونودا على موقع Soccerway.com (الإنجليزية)
- ماساهيتو أونودا على موقع عالم كرة القدم.نت (الإنجليزية)